# Carl Rosa
Carl August Nicholas Rosa, (nato Karl August Nikolaus Rose) (Amburgo, 22 marzo 1842 – Parigi, 30 aprile 1889), è stato un produttore teatrale tedesco, meglio noto per aver fondato una compagnia d'opera inglese conosciuta come Carl Rosa Opera Company. Iniziò la sua attività nel 1869 insieme a sua moglie, Euphrosyne Parepa-Rosa e diffuse la musica lirica in Gran Bretagna e in America, eseguendo il repertorio standard in inglese ed anche opere di compositori inglesi.

## Primi anni e carriera

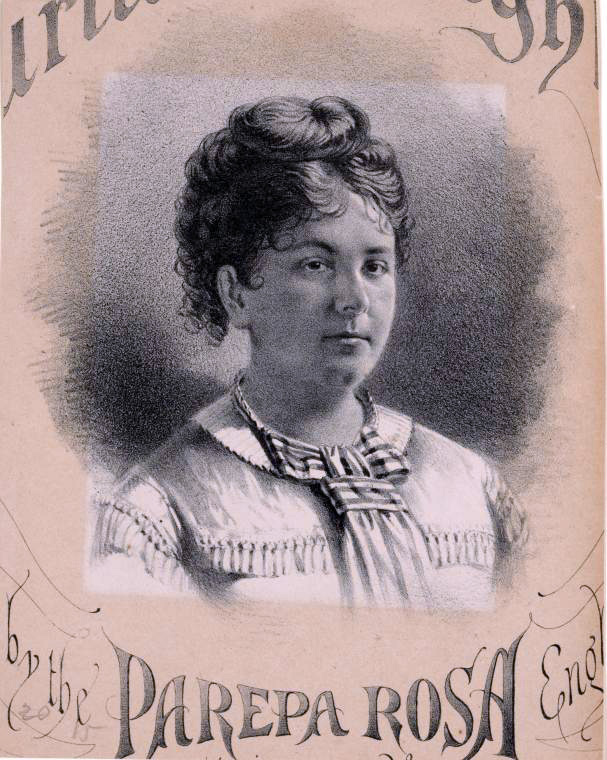
Euphrosyne Parepa-Rosa

Rosa nacque Karl August Nikolaus Rose ad Amburgo, Germania, figlio di Ludwig Rose, un uomo d'affari di Amburgo e Sophie Becker. Suo padre successivamente lo portò ad Edimburgo. Bambino prodigio, Rosa fece tournée in Scozia dall'età di 12 a 16 anni, ottenendo col tempo commenti entusiastici. A partire dal 1859 studiò al Conservatorio di Lipsia, (dove conobbe Arthur Sullivan e ne divenne amico per tutta la vita) e, nel 1862, a Parigi.
Nel 1863 Rosa fu nominato primo violino ad Amburgo, dove ebbe occasionali opportunità di dirigere. Tre anni dopo visitò l'Inghilterra, apparendo come solista al Crystal Palace. Ebbe notevole successo come direttore in Inghilterra e negli Stati Uniti. Viaggiò in America nel 1866 come membro di una troupe di concerti promossi dall'impresario di Baltimora Hezekiah Linthicum Bateman che comprendeva anche il soprano operistico scozzese Euphrosyne Parepa. Durante questo tour, il 26 febbraio 1867 a New York City, sposò Parepa, che divenne nota come Madame Parepa-Rosa.

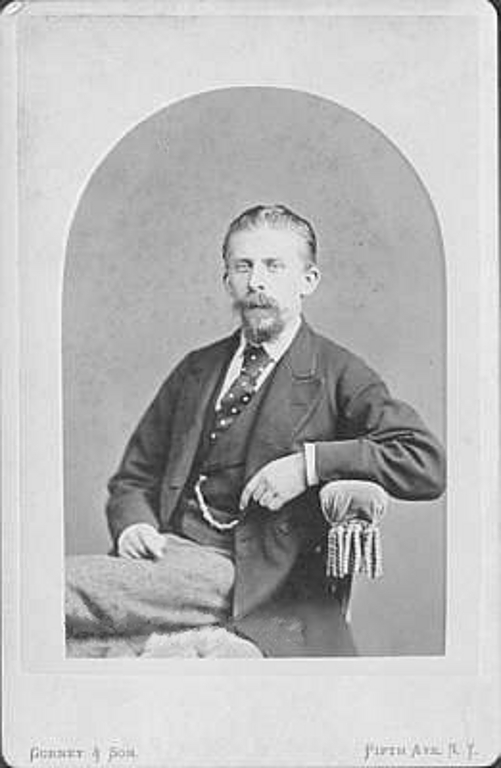
Carl Rosa in una foto di Jeremiah Gurney

Nel 1869, in collaborazione con l'impresario di Chicago C.D. Hess, la coppia costituì la Parepa Rosa English Opera Company a New York e fece tournée in America per tre stagioni, con Parepa come star e Rosa come direttore. Portò la grande opera in luoghi d'America che non ne avevano mai vista nessuna, eseguendo opere italiane in inglese, il che le rese più accessibili al pubblico americano. Nel 1872 i Rosa ritornarono in Inghilterra e visitarono anche l'Europa e l'Egitto. Rosa cambiò l'ortografia del suo nome dopo che si fu trasferito in Inghilterra, dove la gente prendeva "Rose" come un monosillabo.

## Carl Rosa Opera Company
Nel 1873 Rosa e sua moglie diedero vita alla Carl Rosa Opera Company (la modifica del nome rifletteva la gravidanza di Parepa) con uno spettacolo di William Vincent Wallace Maritana a Manchester il 1º settembre e poi fecero tournée in Inghilterra e Irlanda. La politica di Rosa era quella di presentare opere in inglese, che rimase la pratica dell'azienda. Sempre nel 1873 il drammaturgo W. S. Gilbert contattò Rosa per la produzione di una breve lirica comica basata su una delle "Bab Ballads" di Gilbert, "Trial by Jury: An Operetta". Parepa doveva cantare come soprano protagonista, come parte della prevista stagione di Rosa di opera inglese al Teatro Drury Lane. Parepa morì nel gennaio del 1874 e il progetto fu abbandonato. Nel 1875 un direttore competente, Richard D'Oyly Carte, ha prodotto "Trial by Jury" con la musica di Arthur Sullivan. Rosa ha successivamente dotato di una borsa di studio Parepa-Rosa la Royal Academy of Music di Londra. Si posò una seconda volta nel 1881. Con la sua seconda moglie, Josephine (dec. 1927), ebbe quattro figli.

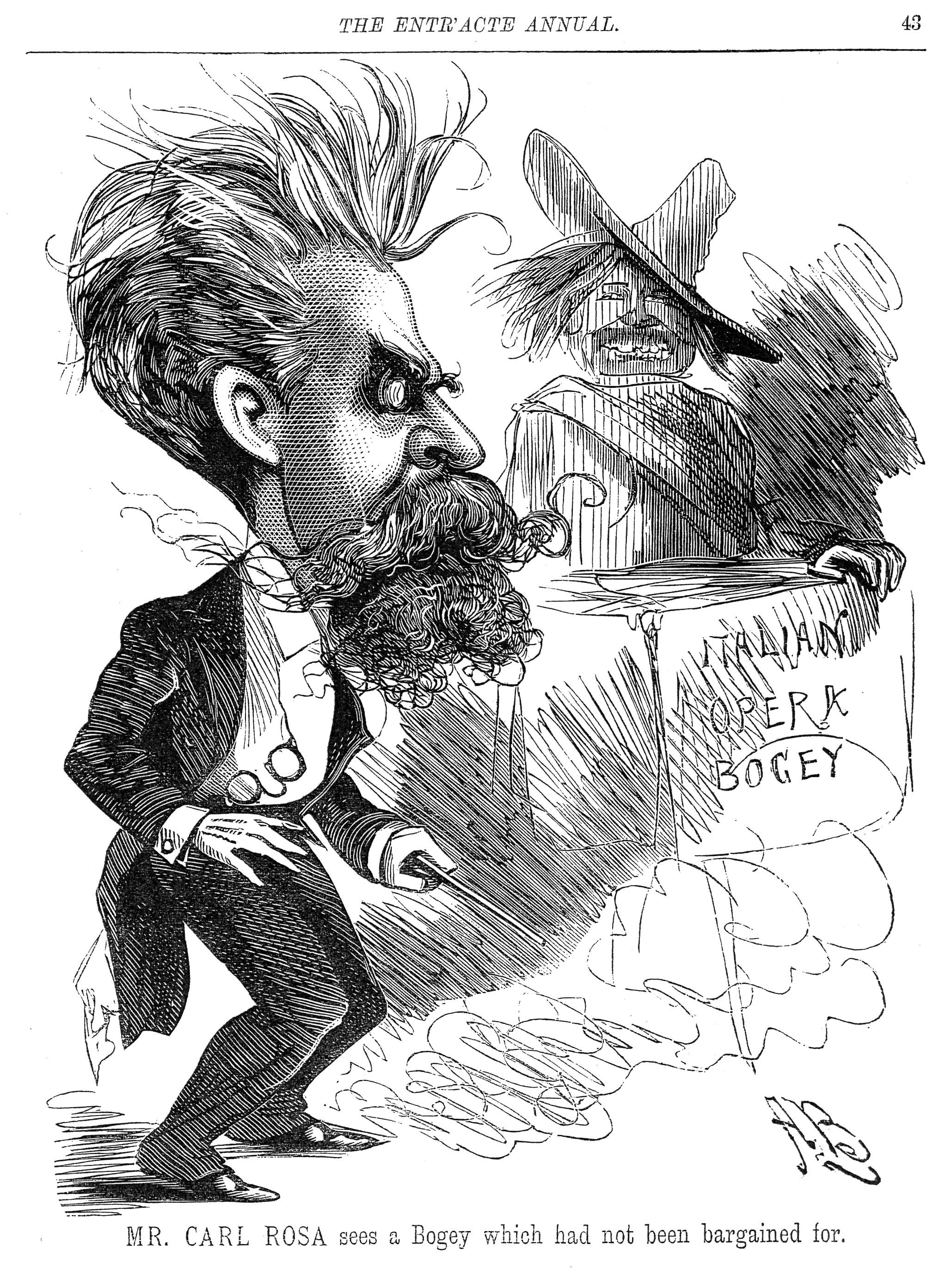
Carl Rosa sorpreso dallo spauracchio dell'Opera italiana in un fumetto del 1886 di Alfred Bryan

La prima stagione di Londra fu aperta al Princess's Theatre nel settembre del 1875, mettendo in scena Le nozze di Figaro, con Charles Santley come Figaro e Rose Hersee come Susanna. Nel 1876, Rosa organizzò una seconda stagione a Londra, che presentava il primo spettacolo in inglese del L'olandese volante con Santley nel ruolo del protagonista. Nei successivi quindici anni, sotto la guida di Rosa, la compagnia prosperò e si guadagnò buone recensioni, con tournée provinciali e le stagioni a Londra, spesso in collaborazione con Augustus Harris al Teatro Drury Lane. Tale è stato il successo della compagnia che ad un certo punto furono istituite tre troupe della Carl Rosa. Rosa assunse Alberto Randegger come direttore musicale della compagnia dal 1879 al 1885. Nel 1880, Sir George Grove scrisse: "L'attento modo in cui i pezzi vengono presentati sul palcoscenico, il numero di prove, l'importanza e l'eccellenza degli artisti cominciarono a produrre il loro legittimo frutto e la Carl Rosa Opera Company si proponeva di diventare una istituzione permanente inglese". Nel 1892, la Grand Opera Company di Rosa presentò uno spettacolo per il Re de La figlia del reggimento al castello di Balmoral.
Rosa presentò in anteprima in Inghilterra molte opere del repertorio operistico importante, eseguendo circa 150 diverse opere nel corso degli anni. Oltre a Santley e Hersee, Minnie Hauk, Joseph Maas, Barton McGuckin e Giulia Warwick ci furono alcuni dei più celebri cantanti associati alla compagnia durante i primi anni. Rosa incoraggiò e sostenne anche nuove opere di compositori inglesi. Pauline di Frederic Hymen Cowen (1876), Esmeralda di Arthur Goring Thomas (1883), Colomba  e The Troubabour di Alexander Mackenzie (1883) e The Canterbury Pilgrims (1884) di Charles Villiers Stanford furono commissionati dalla compagnia. Precedenti opere liriche di Wallace, Balfe e Julius Benedict furono incluse nel repertorio. Un necrologista notò: "Egli aveva da tempo atteso il momento in cui Sir Arthur Sullivan avrebbe intrapreso una grande opera e fino all'ultimo aveva sperato di poter mettere in scena un simile lavoro". Poco prima della sua morte, Rosa lanciò una compagnia lirica leggera che debuttò con Paul Jones di Robert Planquette.

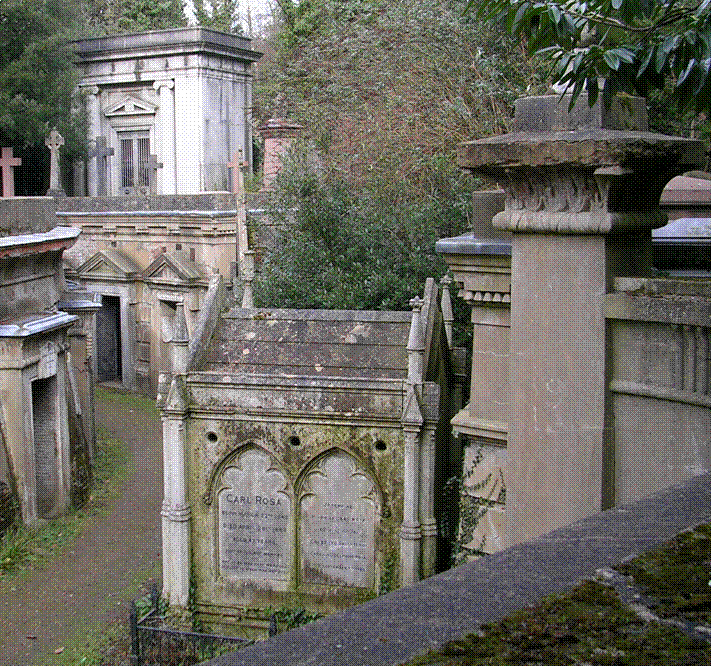
Tomba di Rosa, della seconda moglie Josephine e della figlia Violet, Cimitero di Highgate, Londra

## Eredità di Rosa
Rosa morì improvvisamente a Parigi il 30 aprile 1889 e fu sepolto nel Cimitero di Highgate, Londra. Il posto di Rosa nella musica inglese è stato indicato dal numero di musicisti importanti che parteciparono ai suoi funerali, tra cui Sullivan, Stanford, Mackenzie e George Grove, insieme a Richard D'Oyly Carte, George Edwardes e Augustus Harris.. Frederic Hymen Cowen compose un'Ode musicale in sua memoria.
All'epoca in cui morì, Rosa aveva dimostrato che l'opera inglese poteva essere un successo artistico e finanziario. In una conferenza commemorativa, il critico Herman Klein disse di lui: "Da un punto di vista artistico raggiunse trionfo dopo trionfo, sollevò l'opera inglese fuori dallo stato di depressione in cui l'aveva trovata nel 1875." Sia durante la sua vita che dopo la sua morte, la sua compagnia ebbe molto a che fare con l'opera popolare in Inghilterra, incoraggiando compositori inglesi ed istruendo molti cantanti che ebbero carriere internazionali. La sua società sopravvisse alla sua morte e continuò a eseguire le opere in inglese fino al 1960. Una nuova compagnia d'opera, usando il suo nome, fu riavviata nel 1997, sotto la direzione artistica di Peter Mulloy. Questa compagnia esegue Gilbert e Sullivan e altre opere leggere, nonché grand opéra.